# Hersbruck
Hersbruck este un oraș din Franconia Mijlocie, landul Bavaria, Germania.

## Galerie de imagini

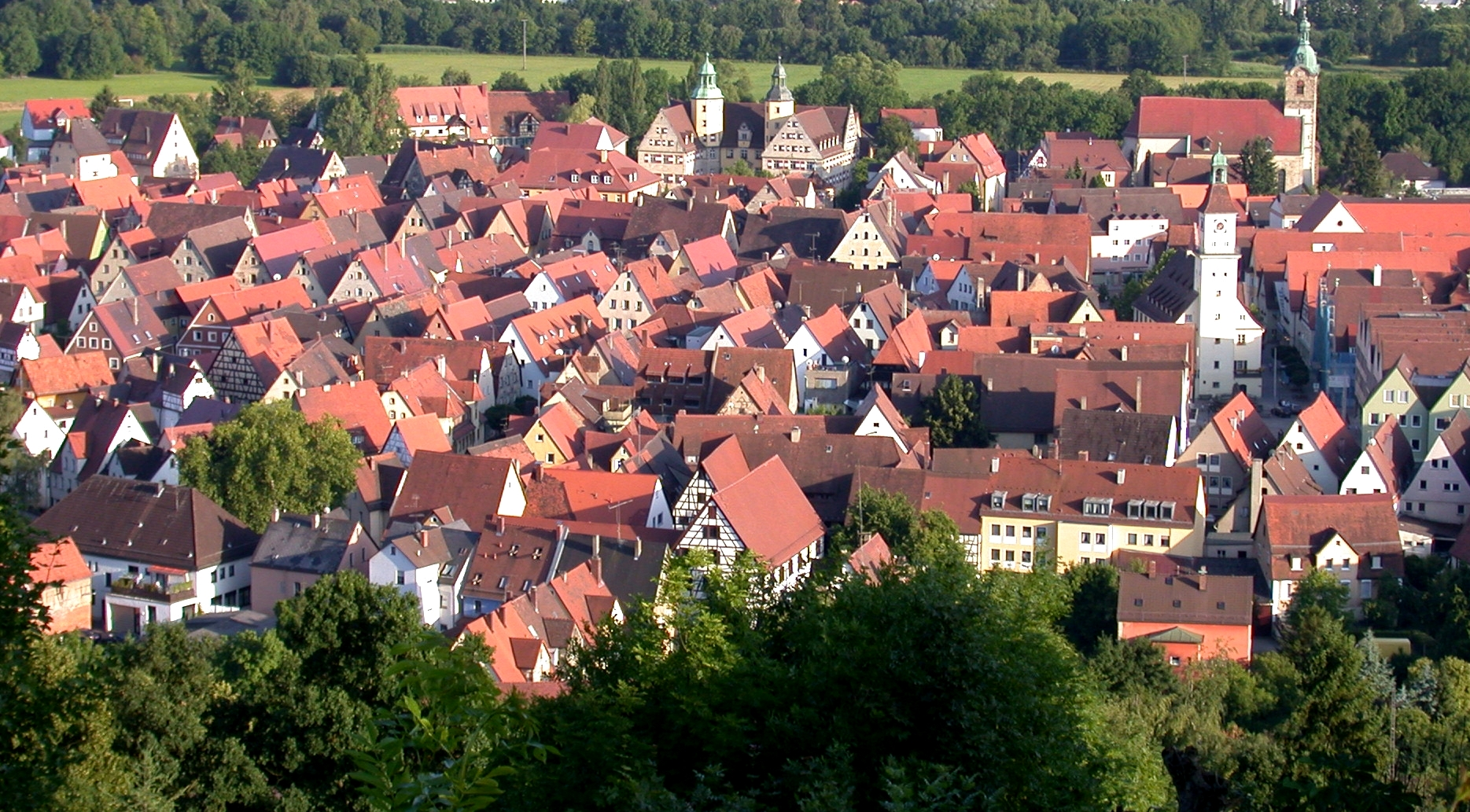
Hersbruck
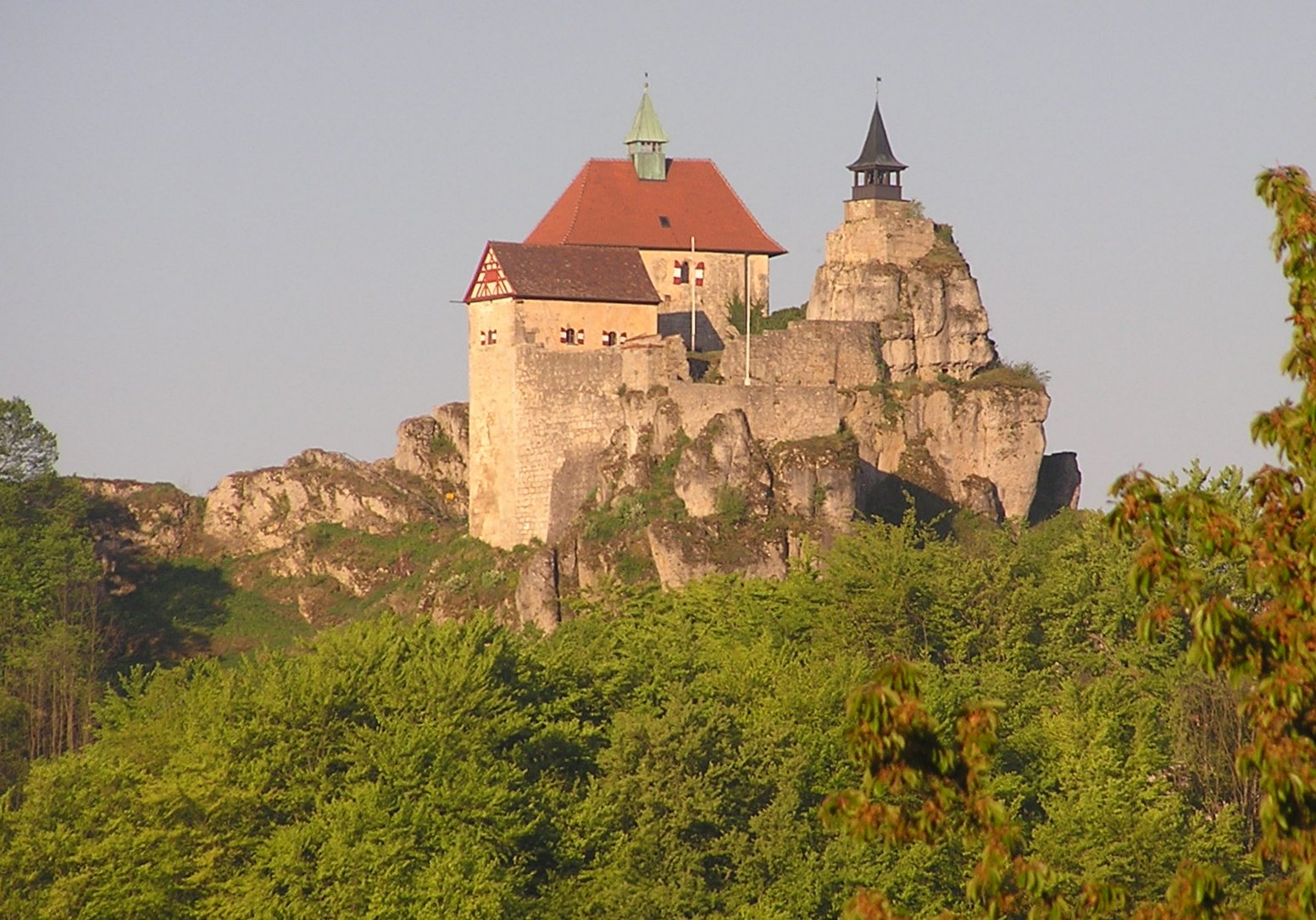
Cetatea Hohenstein de lângă Hersbruck

1. ↑  Alle politisch selbständigen Gemeinden mit ausgewählten Merkmalen am 31.12.2018 (4. Quartal) (în germană), Statistisches Bundesamt[*], arhivat din original la 10 martie 2019, accesat în 10 martie 2019